# Autismus Forum Schweiz
Autismus Forum Schweiz ist ein Verein mit Sitz in Adliswil ZH. Zweck ist der Austausch und die Vernetzung von Menschen mit Autismus und ihren Angehörigen sowie Fachleuten und Interessierten. Die wichtigsten Handlungsfelder der Organisation sind ein moderiertes Forum, Kampagnen zur Sensibilisierung der Gesellschaft und verschiedene Projekte für eine bessere Lebensqualität von Menschen mit Autismus.
Im Vorstand sind Menschen mit Autismus, Angehörige sowie Fachleute vertreten. Sämtliche Aktivitäten basieren auf ehrenamtlicher Arbeit und Spenden.

## Leitgedanken
Der Verein setzt sich dafür ein, dass Menschen mit Autismus ihr Leben selbständig und selbstbestimmt führen sowie aktiv am sozialen Leben teilnehmen können und nicht benachteiligt werden.

## Gründung
Am 2. April 2010, dem Welt-Autismus-Tag, ging das Internetforum online. Schnell wurde die Möglichkeit zum Austausch intensiv genutzt und es bildete sich eine Community mit Mitgliedern aus allen Deutschschweizer Kantonen. Im Dezember 2011 wurde der Verein mit Eintrag im Handelsregister gegründet.

## Sensibilisierungskampagne

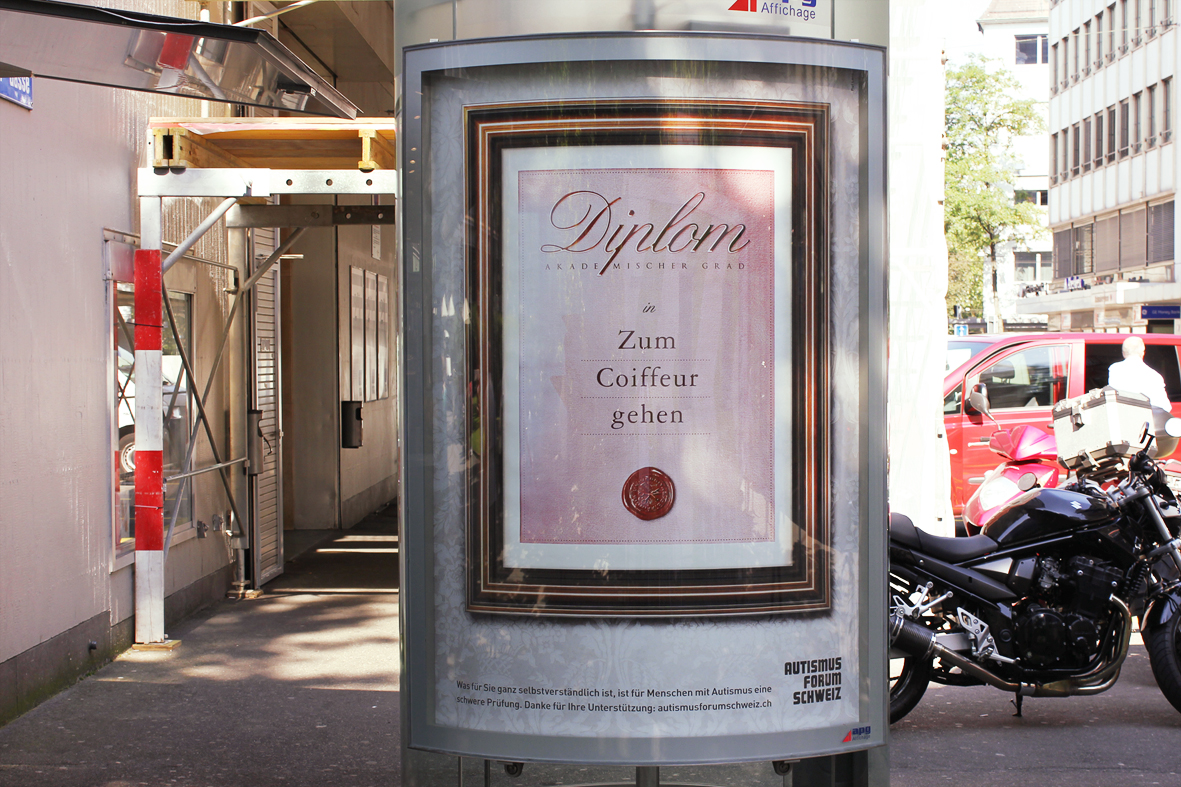
Plakat «Zum Coiffeur gehen – Was für Sie selbstverständlich ist, ist für Menschen mit Autismus eine schwere Prüfung. Deshalb sind sie auf Ihr Verständnis und Ihre Unterstützung angewiesen.»

Im Sommer 2012 richtete sich der Verein mit einer Sensibilisierungskampagne «Mehr Verständnis für Menschen mit Autismus» an die Öffentlichkeit. Unter Einbezug von Menschen mit einer Autismusdiagnose gelang es nach eigener Ansicht, auf verschiedene, in der Schweiz nach eigener Ansicht noch nie auf diese anschauliche und klare Weise kommunizierten Aspekte des Autismus aufmerksam zu machen.
Die Kampagne besteht aus Inseraten/Plakaten, Radiospots sowie einem Kino-/Fernsehspot. Sie ist eine der meist ausgezeichneten Kampagnen des Jahres 2012 in der Schweiz und gewann u. a. Silber und zweimal Bronze vom Art Directors Club Schweiz.

## Ziele und Aufgaben
Der Verein setzt sich für mehr Teilhabe von Menschen mit Autismus an der Gesellschaft ein.
- Das Internet-Forum ermöglicht die individuelle Kontaktaufnahme zwischen von Autismus betroffenen Menschen. Die Moderation des Forums sichert die Qualität der Beiträge. Mittels Spezialthemen und Beitragsreihen wird autismusspezifisches Fachwissen eingebracht.
- Durch die Sensibilisierungskampagne «Mehr Verständnis für Menschen mit Autismus» und Beiträge in den Medien[11] wird auf die grossen Herausforderungen von Menschen mit Autismus und ihren Angehörigen im Alltag aufmerksam gemacht.
- Mittels Projekten und Informationskampagnen setzt sich Autismus Forum Schweiz für die Umsetzung von Rechten (z. B. Nachteilsausgleich bei Prüfungen für Schülerinnen und Schüler mit Autismus[12]) sowie für mehr Lebensqualität für Menschen mit Behinderung (z. B. Persönliche Assistenz für Menschen mit Autismus) ein.